# 린리
린리(林利, 임이, 1966년 8월 24일~)는 중화인민공화국의 가수, 영화 배우, 텔레비전 배우이다. 초기 예명은 린리양(林立洋, 임입양)이다.
중화인민공화국 베이징 출생으로, 푸젠성 푸저우에서 유아기를 보낸 적이 있다. 1982년 타이완에서 가수로 데뷔하였다. 1985년 홍콩에서 《풍광유희(瘋狂遊戲)》로 영화 배우로 데뷔하였고, 1987년부터 홍콩 텔레비전 드라마에도 출연하기 시작하였다.